# Святой Мартин и нищие
Святой Мартин и нищие (нидерл. Sint-Martinus deelt zijn mantel met een bedelaar) — картина голландского живописца Антониса ван Дейка. Сюжет полотна повествует о Святом Мартине, который отдал половину своего плаща нищему, который замерзал от холода. Картина размещена над алтарем церкви Сен-Мартен, Завентем (Бельгия).

## История создания
Картина была написана во время пребывания Антониса ван Дейка в мастерской Рубенса в Антверпене. Будучи его учеником, он подражает учителю в манере и стилю выполнения портретов. Предположительно эта работа была последней до того, как в 1621 году Антонис ван Дейк отправился на несколько лет в Геную, где, оказавшись под влиянием итальянской живописи, выработал новый способ передачи портрета на холсте.
В картине отчётливо заметно влияние Рубенса, что выражается в общей схеме и отдельных фигурах (нищие, наделённые внушительной мускулатурой). Достаточно хорошо изображена линия, образуемая Мартином и его лошадью. Это положение Антонис ван Дейк позаимствовал с гравюры на дереве Доменико делле Греке (венецианский гравёр) по рисунку Тициана «Переход через Чёрное море», который был в личной коллекции Рубенса.
Святой Мартин был изображён в красной мантии верхом на лошади белого цвета с коричневой сбруей. Нищий, с которым он делится половиной мантии, повернут спиной и обернут лишь клочком грязной материи, что прикрывает наготу. Второй бездомный нарисован с перебинтованной головой и одет в серые лохмотья. Антонис ван Дейк изобразил его со взглядом на всадника, в котором выражается одобрение поступка по отношению к нагому нищему. В целом, картина выполнена со множеством оттенков, что придают ей энергичности тонов и с незначительными штрихами карандашом. При этом картина «Святой Мартин и нищие» не лишена критики со стороны экспертов. Многие из них выражают негодование по поводу доспехов и одежды всадника в целом (особенно шляпы с пером), поскольку они более современны и опережают на несколько веков события, когда по легенде произошёл этот случай. Также критика адресована изображению лошади, которая обладает тяжестью форм и прямо указывает на фламандскую породу лошадей, которые позировали при написании картины. Ещё современники Антониса ван Дейка подчёркивали неудачное решение изобразить нищего сидящим спиной к зрителю, тем самым лишив возможности увидеть выражение лица в момент передачи половины мантии в дар.
Позже Антонис ван Дейк создал второй вариант картины «Святой Мартин и нищие», которая хранится в фонде Королевской коллекции в Виндзорском замке.

## Сюжет картины
Мартин состоял на военной службе и был кавалеристом. Во время одного из походов он увидел нищего, который был раздет и замерзал от холода. Мартин разрезал половину своего плаща и отдал его. Позже, перед принятием христианства и крещения, Мартину во сне явился Христос. Он был обернут в половину плаща, что была отдана нищему, и сказал: что сделал Мартин для бедняка, то он сделал для Христа.